# Samochód pancerny wz. 34
El Samochód pancerny wz. 34 era un vehículo blindado ligero de producción polaca del período de entreguerras, Fue producto de la conversión de un número de semiorugas blindados Samochód pancerny wz. 28.

## Historia
A partir de que Polonia recuperara la independencia en 1918, el recién creado ejército polaco comenzó a organizar escuadrones de vehículos blindados; inicialmente, se utilizaron los vehículos principalmente rusos que fueron abandonados o capturados, además, se adquirieron pequeños lotes de automóviles blindados Peugeot modelo 1914 en Francia.
A mediados de la década de 1920, se decidió desarrollar o adquirir nuevos vehículos blindados en el extranjero para reemplazar los diseños más antiguos en el ejército polaco. Inicialmente, en 1925, se planeó construir localmente vehículos blindados basados en los chasis Citroën-Kegresse B-10CV importados a Polonia en 1924-1925. El diseño de la armadura del chasis fue desarrollado por el Ing. Robert Gabeau de la Oficina de Diseño del Instituto Militar de Investigación de Ingeniería (BK WIBI) en cooperación con el Ing. Józef Chaciński de los Talleres automotrices centrales (CWS) y donde se construyeron dos prototipos en 1925. Participaron en ejercicios en Volinia en septiembre del mismo año. En base a la experiencia adquirida, el Comité de Armamentos y Equipamiento (KSUS) aprobó el diseño de la armadura el 17 de octubre de 1925 y ordenó la construcción sobre otros 90 chasis Citroën-Kegresse de acuerdo con dicho diseño. Sin embargo, se alegó que estos chasis no eran adecuados para este propósito. Como resultado, la empresa italiana Ansaldo ofreció el prototipo del vehículo blindado Polonia creado mediante la modificación del tractor de artillería Pavesi. En enero de 1926, un comité presidido por el comandante Romiszowski realizó pruebas comparativas entre el vehículo de Ansaldo y los semiorugas Citroën-Kégresse. Finalmente, permaneció la idea de la construcción de vehículos blindados basados en los chasis semioruga. Debido a la falta de fondos, la construcción se retrasó y los vehículos no fueron aceptados oficialmente por el ejército polaco hasta 1928 bajo la designación de Samochód pancerny wz. 28 . Las entregas de los vehículos se completaron en 1930.
La experiencia del uso de estos vehículos dio como resultado la introducción de mejoras y cambios de diseño en los posteriores ejemplares construidos. Como resultado, las series de producción posteriores diferían ligeramente entre sí. Los vehículos de la serie inicial, por ejemplo, estaban equipadas con ruedas delanteras macizas, luego reemplazadas por neumáticos.
En los primeros años de servicio en el ejército polaco, se constataron ciertas desventajas básicas de los vehículos blindados wz. 28. Contrariamente a las suposiciones iniciales, la conducción con semioruga no tenía mejor capacidad de terreno que la de ruedas; además, la velocidad máxima alcanzable fue mucho más baja, y el mecanismo de oruga requirió inspecciones y mantenimiento relativamente frecuentes. Por lo tanto, se decidió someter a los wz. 28 a una modernización,  consistente en la conversión en vehículos con ruedas. El correspondiente proyecto se desarrolló en 1933-1934 por la Oficina de Investigación Técnica sobre Armas Blindadas.
La modificación decidió utilizar componentes del camión Polski Fiat 621 , producido bajo licencia comprada en Italia en 1931. El proyecto de reconstrucción se completó a principios de 1934 y pronto se reconstruyó un vehículo. Sus ensayos duraron desde el 30 de marzo hasta finales de julio de 1934. Incluyeron, entre otras pruebas de tracción en caminos arenosos y fangosos del bosque de Kampinos, así como pruebas comparativas del vehículo modernizado con el wz. 28 original. Dichas pruebas mostraron, entre otros, la necesidad de pistas especiales antideslizantes en las ruedas traseras. Después de hacer las correcciones necesarias, el vehículo participó en un trayecto experimental realizando la ruta Varsovia-Zambrów-Grodno-Nieresh-Brest-Varsovia. Las pruebas positivas llevaron a la conversión de otras 11 unidades. Los trabajos se llevaron a cabo en el 3er Batallón de Tanques y Vehículos Blindados en noviembre de 1934 y luego, toda la serie experimental se transfirió a la Administración de Suministros de Armas Blindadas. Por decisión del general Tadeusz Kasprzycki , Ministro de Asuntos Militares, del 14 de junio de 1935, el modelo de vehículo reconstruido fue aprobado y aceptado para equipar al ejército polaco bajo la designación Samochód pancerny wz. 34. y la documentación y planos se envió a los talleres y unidades de guarnición, donde se encontraban los restantes wz. 28.
La reconstrucción de los vehículos tuvo lugar gradualmente entre los años 1934-1938. Durante esta modernización, se utilizaron diferentes variedades de componentes típicos, lo que resultó en la creación de tres versiones diferentes designadas: wz. 34, wz. 34-I y wz. 34-II). En total, se crearon unos 90 vehículos blindados de este tipo, de los cuales unos 30 eran del modelo wz. 34, 24 versión wz. 34-I y 36 wz. 34-II.

## Descripción técnica
Los vehículos blindados wz. 34 fueron creados reconstruyendo los wz. 28, razón por la cual los vehículos eran estructuralmente similares.
El wz. 34 tenía una longitud de entre 3,62 - 3,75 m, un ancho de aproximadamente 1,91 m y una altura aproximada de 2,20 m. El peso del vehículo estaba en el orden de 2,1-2,2 t. Dependiendo de la versión, estaba equipado con uno de tres motores disponibles. La velocidad máxima fue de unos 50 km/h, el consumo de combustible en carretera era de 22-23 l/100 km, mientras que en campo a través era de 40 l/100 km. El armamento, tanto la ametralladora o cañón se colocó en una torre giratoria. La tripulación del wz. 34 era de dos personas: conductor y comandante-artillero.
Se construyeron en total, tres variantes diferentes del vehículo blindado wz. 34 según el tipo de motor utilizado y el eje trasero.
- Vehículo blindado wz. 34: primera versión. Se retuvo el motor Citroën B-14 original (con una capacidad de 1 452 cm³ y 14 HP a 2 100 rpm), el único cambio fue reemplazar el mecanismo de la vía con un puente de un camión ligero Fiat 614 .
- Vehículo blindado wz. 34-I: el mecanismo de oruga fue reemplazado por el mismo puente que en el modelo wz. 34. El motor también fue reemplazado. Se utilizó un nuevo motor Fiat 108 polaco (con una capacidad de 995 cm³ y 23 HP a 3 600 rpm) del turismo Fiat 508 fabricado en Polonia.
- Vehículo blindado wz. 34-II : la variedad más moderna caracterizada por el uso del motor polaco reforzado Fiat 108-III (con una capacidad de 995 cm³ y 25 HP a 3 600 rpm). Además, los vehículos tenían un más nuevo eje trasero del camión de 2,1 t fabricado en Polonia Fiat 618MC . También se aplicaron varias mejoras adicionales,  entre otras, instalación eléctrica completa y frenos hidráulicos.

En las listas, a menudo versiones de wz. 34-I y wz. 34-II se mostraron juntos como wz. 34-II.
|
El par motor se transfirió a la caja de cambios mecánica a través de un embrague seco de placa única. La caja de cambios en el modelo wz. 34 tenía tres engranajes, mientras que en las variantes wz. 34-I y wz. 34-II cuatro. El par de la caja de engranajes se transmitió por medio de un eje articulado con diferencial al eje trasero y luego a las ruedas traseras.
El marco del blindado era rectangular. Estaba construido de chapa de acero de 4 mm de espesor y constaba de dos largueros y seis travesaños. El marco estaba equipado con un motor, conjunto de transmisión, de chasis y carrocería. El eje delantero era de acero al cromo - níquel con sección en I. Las vibraciones del eje delantero amortiguaban la fricción de dos brazos y los amortiguadores de fricción. El eje trasero estaba suspendido en el marco con dos muelles semielípticos planos y no estaba equipado con dispositivos de amortiguación de vibraciones.
Se colocó un fuselaje en el marco del vehículo. Había dos variantes: con una placa posterior inclinada o recta. El casco estaba hecho de placas de acero laminado de cromo-níquel, superficie endurecida por cementación. Los tableros tenían un grosor de 6 a 8 mm. Se conectaron entre sí mediante ángulos, tornillos y remaches. Se cortaron varios agujeros en el casco para observación y ventilación del interior. Estaban cerrados con cubiertas con bisagras. El orificio de observación más grande para el conductor estaba ubicado en el lado izquierdo de la pared frontal del vehículo. Este agujero estaba cubierto con una cubierta de periscopio prismático. La puerta del conductor estaba ubicada en la pared lateral izquierda del fuselaje. Se abrió una ranura de observación en la puerta, cubierta con una tapa. La otra puerta estaba en la parte trasera del fuselaje para uso del comandante-artillero. La puerta del conductor y del comandante estaba cerrada por dentro. El casco del vehículo blindado wz. 34 no tenía armadura en el suelo; en el compartimiento de combate, el piso estaba hecho de tablas de madera dispuestas directamente sobre el marco. Esta solución significó que una posible explosión de una granada de mano debajo del vehículo podría causar daños a muchos mecanismos, incendios e incluso lesiones fatales a la tripulación. Además, la falta de un piso hermético limitó significativamente las posibilidades de superar los obstáculos de agua.
El casco del wz. 34 no era estanco al gas, por lo tanto, la tripulación estaba equipada con máscaras de gas. En combate, la ventilación interior fue proporcionada por un ventilador que extraía aire de debajo del automóvil. Estaba equipado con un filtro especial que, sin embargo, no brindaba protección total contra el polvo y la suciedad proveniente de caminos de tierra. La ventilación también fue proporcionada por una especie de campana colocada en la parte superior de la torre. En condiciones que no eran de combate, se abría de lado, mientras que en condiciones de combate el aire entraba por los huecos en su base.
Se colocaron orificios de ventilación, así como para el ajuste y la inspección en las placas que protegían el motor. El acceso al motor también fue posible gracias a las placas superiores móviles. Además, se colocaron cubiertas de doble hoja frente al radiador. 
El interior del casco del vehículo estaba dividido en dos compartimentos: motor y combate, separados por una partición. En el compartimento del motor estaba el motor y algunos dispositivos de sus sistemas. Detrás de la partición había un tanque de aceite, dispositivos de dirección y dirección del automóvil y baterías acumuladoras. El depósito de combustible estaba detrás del motor, pero delante del cortafuegos. En el compartimento de combate había lugares para el conductor y el artillero. En el frente del compartimiento estaba el asiento del conductor sin respaldo; si era necesario, un cinturón de correas montado a los lados del fuselaje desempeñaba el papel de respaldo. El lugar del comandante estaba en la parte trasera del compartimento. Durante las marchas, se sentó en un banco plegable unido a la pared izquierda del casco. Sin embargo, mientras disparaba, se sentó en un cinturón de cinta sujeto a soportes especiales ubicados en la parte inferior de las paredes laterales de la torre.
Sobre el compartimento de la tripulación había una torreta giratoria con armas. La torre se colocó sobre un rodamiento de bolas de gran diámetro de tal manera que se pudiera girar libremente que era inmovilizado con una abrazadera especial. Las placas de blindaje de la torreta estaban conectadas de la misma manera que en el caso del casco. La tapa de la torre tenía un agujero hexagonal cubierto por dos "cascos" articulados a un lado (lo que se conoce como "capucha"). Después de abrir las cubiertas, era posible la observación. Además, se practicaron 3-4 agujeros para insertar las banderas de Słupski en la cubierta de la torre. En la pared frontal de la torre había un yugo para una ametralladora o un cañón.
El mecanismo de dirección consistía en un volante, columna, tornillo sin fin, cremallera de dirección y nudillos de dirección del eje delantero. Solo las ruedas delanteras eran orientables. El frenado se realizó con dos frenos; dependiendo del tipo de vehículo, se utilizaron diferentes soluciones de diseño del sistema de frenado. El wz. 34 utilizó el freno mecánico principal, que actuaba sobre el tambor ubicado en el eje de transmisión, y era activado por un pedal. El freno de mano (también mecánico) se usó cuando estaba parado y actuaba sobre los tambores de las ruedas traseras. En el caso de la versión wz. 34-II los frenos principales (hidráulicos) también funcionaban con un pedal, pero, sobre las ruedas traseras; el freno de mano se utilizó como auxiliar y actuaba sobre el tambor del eje de transmisión.
En las versiones wz. 34 y wz. 34-I La instalación eléctrica solo se usó para arrancar el motor y suministrar luz al faro. En la versión wz. 34-II se proporcionó equipo más completo; la instalación eléctrica era de un solo cable con un voltaje nominal de 12 V (en versiones anteriores era de 6 V). La fuente de alimentación era un generador Scintilla de 300 W y una batería Tudor ETSp de 45 Ah. Los receptores incluían un dispositivo de encendido, un arranque eléctrico con una potencia de aproximadamente 0,74 kW, un faro con una bombilla de dos filamentos (50 W), luz trasera, luces de control y bocina. Más tarde, la instalación eléctrica se reconstruyó como la instalada en la variante wz. 34-II.
En el tablero del conductor del wz. 34 solo había unos pocos instrumentos e indicadores: el botón de arranque eléctrico, indicador de presión de aceite en el sistema de lubricación, interruptor de encendido, interruptor de la luz, luz indicadora de encendido de luces, cable para el ajuste manual de "gas", el interruptor de masa y 6 fusibles. La versión 34-II tenía un tablero de control ligeramente más completo; además de lo anterior, estaba equipado con un cuenta kilómetros, velocímetro, varilla de "succión", lámparas de control de carga de la batería y lámparas que iluminaban el tablero.
Todas las versiones del wz. 34 utilizaron las ruedas típicas de los camiones polacos Fiat 621. Eran ruedas de disco con neumáticos Stomil de 30 x 5.  El vehículo está equipado con una rueda de repuesto, montada en el exterior del casco, en el lado de estribor.
Los vehículos blindados wz. 34 estaban disponibles en dos tipos de armamento. La mayoría (alrededor de 60 unidades) estaban armados con una ametralladora pesada  Ckm wz.25 Hotchkiss. El arma se colocó en la bola yugo wz. 35 (hasta 1935 se utilizó un yugo rectangular). El suministro de municiones fue de 2 000 cartuchos, que eran transportados en cajas en el compartimiento de combate.
Los restantes (aproximadamente 30 vehículos) fueron armados con un cañón Puteaux SA 18 de 37 mm. Se colocó en un yugo rectangular de construcción Puteaux de tipo francés, que también se usó en los tanques Renault FT-17 . El suministro de municiones para el cañón fue de 96-100 cargas. El dispositivo de observación fue el telescopio del wz. 29.
El equipo del vehículo incluía: una lona para cubrir el vehículo, un extintor de incendios, una bomba para inflar ruedas, herramientas de zapadores (pala, picos, equipo de remolque), así como cadenas para la nieve. La lona, el extintor de incendios y la bomba fueron transportados dentro del vehículo, mientras que las herramientas de zapadores y cadenas se ubicaron fuera del casco. A menudo, en lugar de cadenas, se usaban espuelas de oruga aplicadas a las ruedas traseras; estas espuelas eran transportadas en los guardabarros traseros. 

## Usuarios y aplicación de combate
En la década de 1930, los vehículos blindados del ejército polaco estaban subordinados a las armas blindadas. A mediados de la década de 1930, los batallones existentes de tanques y vehículos blindados se transformaron en batallones blindados. Por orden del Comando de Armas Blindadas del 2 de abril de 1936, la segunda compañía de tanques de reconocimiento en algunos batallones blindados se transformó en escuadrones blindados, y luego gradualmente se armaron con vehículos blindados wz. 34 (a medida que se convierten más vehículos). La excepción fue el escuadrón del 11º Batallón Blindado, que recibió vehículos Samochód pancerny wz. 29 .
Los vehículos se agruparon en formaciones de nueve, llamadas "dywizjon" (subdivisión), que comprendían tres pelotones de tres vehículos. Se extendieron con el 1er Batallón Blindado en Poznań, 4º en Brest-Litovsk, 5º en Cracovia, 8º en Bydgoszcz, 12º en Luck, pero también unidades extendidas en el 6º en Lviv (17 vehículos) y 7º en Grodno (25 vehículos). Cada uno de los escuadrones movilizados estaba equipado con 7 vehículos blindados wz. 34: vehículo blindado del comandante (con cañón) y dos pelotones, tres carros blindados (uno con cañón y dos con ametralladoras). Además, el escuadrón estaba equipado con un automóvil  con radio, un automóvil para el personal, 4 camiones, 5 motocicletas, un camión tanque de gasolina y una cocina de campo. Durante la movilización, en 1939, se constituyeron diez unidades blindadas (batallones) y realizaron varias misiones de reconocimiento justo antes del ataque alemán. Durante la primera semana de combates, la mayoría fueron destruidos en enfrentamientos sin esperanza a pesar del coraje de las tripulaciones, debido a su falta de blindaje y deficiente armamento. El cañón de baja velocidad SA-18  de 37 mm nunca fue diseñado para el combate antitanque. Para el 23 de septiembre, solo unos pocos habían sobrevivido. Informes detallados muestran que el 55 % fueron pérdidas de combate, El 35 % se averió y el 10 % fue abandonado debido falta de combustible.
Como resultado de la campaña de septiembre, los alemanes capturaron varios wz. 34 en condiciones de servicio. Según las evaluaciones alemanas, no representaban un valor real y no fueron aceptadas para armar a la Wehrmacht. A pesar de esto, varios ejemplares después de ser reparados fueron repintados en el color reglamentario Panzer Grau y probablemente fueron a los departamentos de policía y seguridad estacionados en el Gobierno General.
Por otra parte, en el libro Samochody pancerne Wojska Polskiego 1918-1939 (Vehículos blindados del ejército polaco 1918-1939) , Janusz Magnuski da cuenta después del autor yugoslavo del libro "U Słupi otaczynie" (publicado en la década de 1970 en Barcelona) que en el verano de 1941, la Ustacha croata recibió 18 vehículos blindados polacos de los alemanes. Es posible que fueran wz. 34. Sin embargo, Janusz Ledwoch en una publicación más reciente Samochody pancerne wz. 29/wz. 34 ("Vehículos blindados wz. 29 / wz. 34") cita información de fuentes croatas sobre la recepción de dieciocho tanquetas TKS de los alemanes en el verano de 1941. Por lo tanto, no está claro si estos eran vehículos blindados wz. 34, o tanquetas TKS.

## Vehículos blindados de similares características, uso y época
- Lancia IZM
- Samochód pancerny wz. 28
- Škoda PA-II
- Škoda PA-III (OA vz. 27)
- White-Laffly AMD 50
- Morris CS9
- Anexo:Vehículos blindados de combate de la Segunda Guerra Mundial